# Благодатне (Кам'янський район)
Благода́тне — село в Україні, у Затишнянській сільській громаді Кам'янського району Дніпропетровської області.
Населення — 96 мешканців.

## Географія
Село Благодатне розташоване в балці Кошовата за 1,5 км від лівого берега річки Базавлук, на відстані 2,5 км від села Гуляйполе. Селом протікає річка Балка Кошовата.

## Історія
За даними на 1859 рік у власницькому селі Благодатне (Єлисаветівка) Верхньодніпровського повіту Катеринославської губернії налічувалось 46 дворових господарств, у яких мешкало 103 особи (55 чоловічої статі та 48 — жіночої).
1886 року в селі Гуляйпільської волості мешкало 338 осіб, налічувалось 73 двори, існували школа та лавка.
Станом на 1908 рік населення колишнього панського села Гуляйпільської волості зросло до 340 осіб (177 чоловічої статі та 163 — жіночої), 53 дворових господарства.

## Населення

### Мова
Розподіл населення за рідною мовою за даними перепису 2001 року:
| Мова            | Відсоток |
| --------------- | -------- |
| українська      | 92,7 %   |
| російська       | 6,3 %    |
| інші/не вказали | 1 %      |